# 安纯人
安纯人（1952年6月—），山西平鲁人，汉族，中华人民共和国政治人物、第十一届全国政协委员。
加入中国民主同盟，担任民盟中央常委、宁夏回族自治区委主委、自治区政协副主席。2008年，当选第十一届全国政协委员，代表中国民主同盟，分入第六组。